# Fiano
Fiano is een gemeente in de Italiaanse provincie Turijn (regio Piëmont) en telt 2648 inwoners (31-12-2004). De oppervlakte bedraagt 12,2 km², de bevolkingsdichtheid is 217 inwoners per km².
De volgende frazioni maken deel uit van de gemeente: Grange, Gerbidi, San Firmino.

## Demografie
Fiano telt ongeveer 1123 huishoudens. Het aantal inwoners steeg in de periode 1991-2001 met 5,2% volgens cijfers uit de tienjaarlijkse volkstellingen van ISTAT.
| Jaar | Inwoneraantal |
| ---- | ------------- |
| 1991 | 2432          |
| 2001 | 2558          |

## Geografie
De gemeente ligt op ongeveer 430 m boven zeeniveau.
Fiano grenst aan de volgende gemeenten: Nole, Germagnano, Cafasse, Villanova Canavese, Vallo Torinese, Varisella, Robassomero, La Cassa, Druento.